# Pomorie
Pomorie (em búlgaro: Поморие) é uma cidade da Bulgária, localizada no distrito de Burgas. A sua população era de 13 569 habitantes segundo o censo de 2010. No passado era conhecida como Anquíale ou Anquíalo.

## População
| Pomorie | Pomorie | Pomorie | Pomorie | Pomorie | Pomorie | Pomorie | Pomorie | Pomorie | Pomorie | Pomorie | Pomorie | Pomorie | Pomorie | Pomorie | Pomorie | Pomorie | Pomorie | Pomorie | Pomorie |
| --- | ------- | ------- | ------- | ------- | ------- | ------- | ------- | ------- | ------- | ------- | ------- | ------- | ------- | ------- | ------- | ------- | ------- | ------- | ------- |
| Ano | 1887    | 1910    | 1934    | 1946    | 1956    | 1965    | 1975    | 1985    | 1992    | 2001    | 2002    | 2003    | 2004    | 2005    | 2006    | 2007    | 2008    | 2009    | 2010    |
| População |         |         |         | 4 823   | 6 015   | 9 561   | 11 938  | 13 503  | 13 946  | 13 649  | 13 641  | 13 599  | 13 528  | 13 544  | 13 566  | 13 578  | 13 540  | 13 613  | 13 569  |
| Fontes: Instituto Nacional de Estatísticas, „citypopulation.de“, „pop-stat.mashke.org“, Bulgarian Academy of Sciences |         |         |         |         |         |         |         |         |         |         |         |         |         |         |         |         |         |         |         |